# 1re série 1966/67
Die Saison 1966/67 war die 45. Spielzeit der 1re série, der höchsten französischen Eishockeyspielklasse. Meister wurde zum insgesamt 23. Mal in der Vereinsgeschichte der Chamonix Hockey Club. 

## Meisterschaft
- 1. Platz: Chamonix Hockey Club
- 2. Platz: Ours de Villard-de-Lans
- 3. Platz: Athletic Club de Boulogne-Billancourt
- 4. Platz: Sporting Hockey Club Saint Gervais
- 5. Platz: US Métro
- 6. Platz: Français Volants
- 7. Platz: Gap Hockey Club
- 8. Platz: CPM Croix
- 9. Platz: ?
- 10. Platz: Diables Rouges de Briançon
- 11. Platz: ?
- 12. Platz: ?
- 13. Platz: CSG Paris
- 14. Platz: Les Houches
- 15. Platz: ?
- 16. Platz: Pralognan-la-Vanoise
- 17. Platz: ASPP Paris
- 18. Platz: Grenoble UNI
- 19. Platz: Pingouins de Morzine